# Пляшівка (село)
Пля́шівка — село в Україні, у Крупецькій сільській громаді Дубенського району Рівненської області. Населення становить 431 осіб.
Село має проведений природний газ, гарне сполучення з обласним центром і дуже погане з районним, є безпровідний інтернет від двох операторів.[джерело?]

## Географія
Село розташоване на правому березі річки Пляшівки.

## Історія
Перша письмова  згадка датується 1490 або 1505 роком. “13 лютого 1490 р. чи 1505 р. Васько, Яцько (?), Дениско, Кузьмина вдова Сонька та син останньої Іванко Лідихівські, що доводилися Нестору, мабуть, онуками, за згодою своїх сестер Олянки (?), Мотруші й Ганни, які держали від них у 30-ти копах широких грошів село Пляшева в Перемильському повіті, заставили цю огчину в тій самій сумі якомусь Сеньку Матвійовичу з умовами викупу її тільки власними грішми та сплати затрат на поліпшення. З виданого ними листа випливає, що засновник роду залишив спадкоємцям ще одне поселення”
У 1906 році село Теслугівської волості Дубенського повіту Волинської губернії. Відстань від повітового міста 45 верст, від волості 5. Дворів 72, мешканців 449.
7 (20) листопада 1917 року, відповідно до Третього Універсалу Української Центральної Ради, увійшло до складу Української Народної Республіки.
12 червня 2020 року, відповідно до розпорядження Кабінету Міністрів України № 722-р від «Про визначення адміністративних центрів та затвердження територій територіальних громад Рівненської області», увійшло до складу Крупецької сільської громади Радивилівського району.
19 липня 2020 року, в результаті адміністративно-територіальної реформи та ліквідації Радивилівського району, село увійшло до складу Дубенського району.